# Institución Religiosa Perfecta Libertad

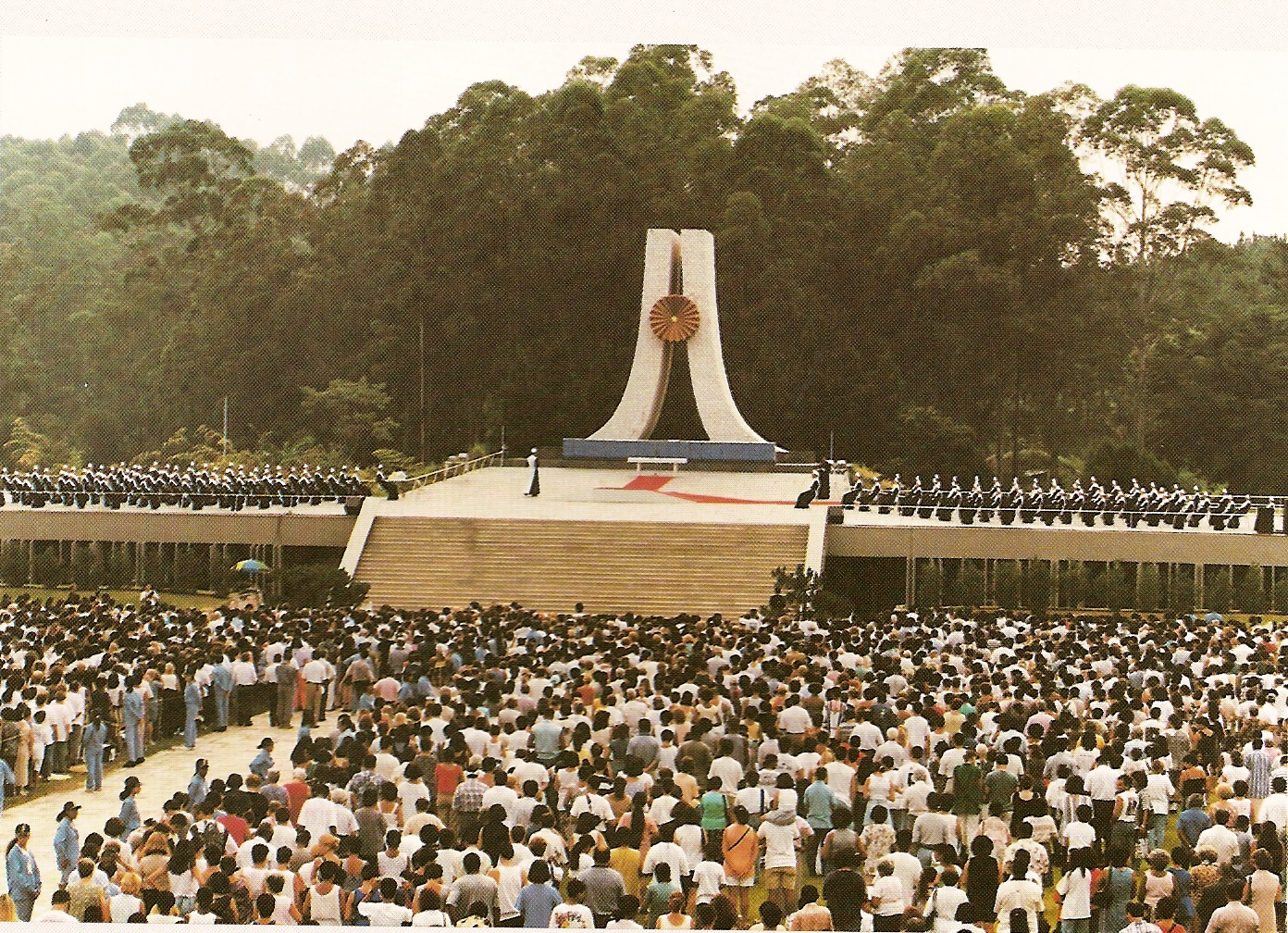
Uno de los lugares de culto de la institución.

Perfect Liberty Kyōdan (パーフェクト リバティー教団, frecuentemente denominado PL Kyōdan, PL教団, o, en español Institución Religiosa Perfecta Libertad), es un Shinshūkyō (nuevo movimiento religioso) japonés fundado en 1924 por Tokuharu Miki (1871-1938), un Sacerdote de la Religión OBAKU del Budismo ZEN.
El propósito de Perfect Liberty, es "ayudar a alcanzar la Paz Mundial".

## Enseñanzas
PL enseña que «la vida es arte» y que los seres humanos nacen para expresar su única individualidad propia en todo aquello que hacen.
Para mejorar sus vidas, superar sus dificultades y conseguir sus objetivos, los miembros de PL se cuestionan sobre cuales son las causas de sus problemas y son guiados en la solución de ellos por el patriarca, Oshieoya-sama y por los reverendos de las Iglesias.

### Preceptos
PL no tiene ningún libro sagrado como tal, si bien posee 21 preceptos que fueron anunciados por Tokuchika Miki el 29 de septiembre de 1946. 
El desarrollo y aplicación de estos preceptos se convirtieron en las enseñanzas básicas de la Iglesia.
Los 21 Preceptos de PL son:
1. La vida es arte.
2. La vida del hombre es una sucesión de autoexpresiones.
3. El hombre es la manifestación de Dios.
4. El hombre sufre cuando no se expresa a sí mismo.
5. La autenticidad del hombre se pierde cuando está dominado por sentimientos y emociones.
6. La autenticidad del hombre se revela cuando pierde su ego.
7. Todo existe en relatividad.
8. Viva radiante como el sol.
9. Todos los hombres son iguales.
10. Beneficie al prójimo y a sí mismo.
11. Confíe todo a Dios .
12. Existe un "camino" (función) de acuerdo a cada "nombre" (existencia).
13. Existe un camino para el hombre y otro para la mujer.
14. Todo existe para la paz mundial.
15. Todo es espejo.
16. Todo progresa y evoluciona.
17. Comprenda el punto central.
18. El hombre siempre se encuentra ante la bifurcación del bien y del mal.
19. Actúe inmediatamente al percibir .
20. Viva en una perfecta unión material-espiritual.
21. Viva en verdadera libertad.

## Miembros
La iglesia afirma tener más de un millón de seguidores alrededor del mundo y 500 iglesias situadas en más de diez países.
La mayoría de las sedes están situadas en Japón, pero debido al activo trabajo misionario en la década de 1960 PL también se ha establecido en Sudamérica y en Estados Unidos.  
En el siglo XXI ya tiene presencia en Canadá, Brasil, Argentina, Paraguay, y Perú. La sede general para Oceanía fue fundada en la década de 1990 en Brisbane, Australia. Existen también pequeñas comunidades en Europa, especialmente en Francia, Portugal, Hungría y España.
En la década de 1970 se construyó la torre de 180 metros de alto llamada "TORRE DE LA PAZ MUNDIAL".

## Organización
El líder espiritual de PL es llamado Oshieoya-sama, (español: "Padre de las enseñanzas"). El tercero y actual patriarca es Takahito Miki. Miki es también el vicepresidente de Shinshuren, la Federación de Nuevas Organizaciones Religiosas de Japón.
El segundo patriarca Tokuchika Miki ha visitado tres veces la Santa Sede, y se ha reunido con dos papas para mejorar la cooperación interreligiosa.